# Интеркосмос-Коперник-500
Интеркосмос-Коперник-500 (также Коперник 500 и Интеркосмос 9) — первый искусственный спутник Земли, в разработке которого принимала участие Польша. Конструирование спутника и его запуск реализовывался при содействии СССР согласно программе «Интеркосмос». Спутник был запущен с Космодрома Капустин Яр 19 апреля 1973 года ракетой-носителем Космос. Основная задача спутника — проведение исследований ионосферы, магнитного поля Земли и активности Солнца.

## Полёт
Аппарат был запущен в год 500-летия со дня рождения польского астронома Николая Коперника и был назван в его честь.
После успешного запуска аппарат вышел на вытянутую околоземную орбиту с перигеем 202 км и апогеем 1551. Наклон составил 48°. Орбита спутника была спланирована так, чтобы он мог двигаться в разных слоях ионосферы.
Аппарат не предусматривал стабилизацию вращения вокруг своей оси. Первоначально период составлял 90 секунд, позже — 30 секунд, а в последний месяц существования спутника делал один оборот за 540 секунд.
Спутник оставался на орбите около шести месяцев, до 16 октября 1973 года. Все оборудование спутника работало без сбоев, пока аппарат не вошёл в плотные слои атмосферы, в которых он сгорел. Коперник 500 совершил в общей сложности 2665 кругов вокруг Земли, а общее время наблюдения составило около 900 часов. Полёт  спутника был полностью успешным.

## Конструкция
Конструкция аппарата основана на стандартной платформе ДС-У2-ИК изготовленной в ГКБ «Южное».
Цилиндрический корпус длиной 1,46 м и диаметром 0,8 м условно разделён на три отсека:
- отсек научной аппаратуры;
- отсек комплекса основных и вспомогательных систем;
- отсек электроснабжения[6].

## Эксперименты
Научное оборудование спутника предусматривало проведение трёх экспериментов.
- Цель первого эксперимента заключалась в исследовании солнечных радиочастотных всплесков в диапазоне средних и коротких волн с частотами ниже 6 МГц с использованием радиоспектрографа. В ходе эксперимента обнаружена нерегулярная структура всплесков радиоизлучения Солнца в диапазоне частот 3 — 6 МГц, Это был эксперимент, проведённый Отделом астрономии Польской академии наук[7].

Помимо солнечных вспышек, польский радиоспектрограф постоянно регистрировал радиопомехи, возникающие в верхних слоях ионосферы Земли.
- Во втором эксперименте регистрировалось радиоизлучение на частоте 50 кГц антенной длиной 5 м. Такие радиоволны отражаются ионосферным слоем. Цель эксперимента заключалась в определении характеристик ионного экрана.
- Третий эксперимент состоял в том, чтобы изучить характеристики ионосферы, в частности выявить её однородность по размерам от 0,5 до 100 км и концентрацию заряженных частиц. Это изучалось путём измерений радиоволн на частотах 3,1 МГц и 15 МГц с помощью антенны длинной 0.7 метра[8].

Также по телеметрическим данным с аппарата проводились исследования изменения орбиты спутника и влияющего на это гравитационного поля.